# Bahía Hondita
La bahía Hondita  es una pequeña bahía del Caribe ubicada al nororiente de la península de La Guajira, en Colombia, muy próxima al centro poblado: Paraíso; este cuerpo de agua está configurada por punta Gallinas y por punta Aguja, que conforman el acceso a la bahía por un canal muy reducido por lo cual muchas cartas geográficas la consideran como una laguna interior.
La bahía Hondita ha servido periódicamente como sitio para la liberación de animales salvajes, tales como tortugas y cocodrilos, entre otros.